# Xã Bald Hill, Quận Jefferson, Illinois
Xã Bald Hill (tiếng Anh: Bald Hill Township) là một xã thuộc quận Jefferson, tiểu bang Illinois, Hoa Kỳ. Năm 2010, dân số của xã này là 767 người.